# Mistrzostwa Europy w biegu na 100 km 1996
5. Mistrzostwa Europy w biegu na 100 km 1996 – zawody lekkoatletyczne, które odbyły się 25 sierpnia 1996 w Cléder, Francja.

## Medaliści
|                         | 1. miejsce           | Rezultat | 2. miejsce          | Rezultat | 3. miejsce        | Rezultat |
| Mężczyźni indywidualnie | Jarosław Janicki     | 6:33:39  | Jiri Jelinek        | 6:38:15  | Andrzej Magier    | 6:39:49  |
| Kobiety indywidualnie   | Hunter-Rowe, Carolyn | 7:41:29  | Cubizolles, Martine | 7:49:09  | Jouault, Huguette | 7:51:54  |

## Reprezentacja Polski

### Mężczyźni
| Miejsce | Zawodnik          | Klub               | Rezultat |
| 1.      | Jarosław Janicki  | MKS Hermes Gryfino | 6:33:39  |
| 3.      | Andrzej Magier    | LKS Zorza Gdynia   | 6:39:49  |
| 7.      | Ryszard Płochocki | TS Kalisz          | 6:51:25  |
| 44.     | Czesław Miter     | -                  | 7:49:59  |